# Andrzej Grzyb (poseł)
Andrzej Marian Grzyb (ur. 23 sierpnia 1956 w Siedlikowie) – polski polityk, ekonomista, rolnik i samorządowiec, poseł na Sejm kontraktowy (X kadencji) oraz Sejm Rzeczypospolitej Polskiej II, IV, V, VI, IX i X kadencji (1989–1991, 1993–1997, 2001–2009, od 2019), starosta powiatu ostrzeszowskiego (1999–2001), poseł do Parlamentu Europejskiego V, VII i VIII kadencji (2004, 2009–2019), wiceprezes Polskiego Stronnictwa Ludowego.

## Życiorys
Absolwent liceum ogólnokształcącego w Ostrzeszowie. Ukończył studia na Wydziale Ogrodniczym Akademii Rolniczej w Poznaniu, a także w Wyższej Szkole Bankowej w Poznaniu. W 2018 uzyskał stopień doktora nauk ekonomicznych na Uniwersytecie Ekonomicznym w Poznaniu na podstawie pracy pt. Współczesne problemy biogospodarki w świetle doświadczeń wybranych krajów Unii Europejskiej. Prowadził własne gospodarstwo rolne, później pracował w spółdzielni kółek rolniczych. Od 1986 był zastępcą naczelnika miasta i gminy w Ostrzeszowie.
Mandat posła po raz pierwszy sprawował z ramienia Zjednoczonego Stronnictwa Ludowego w latach 1989–1991 w tzw. Sejmie kontraktowym. Od 1990 do 1994 był radnym rady miejskiej w Ostrzeszowie. W 1994 zasiadł we władzach krajowych Polskiego Stronnictwa Ludowego. W latach 1999–2001 pełnił funkcję starosty ostrzeszowskiego, jednocześnie będąc radnym powiatu. Członek Kurkowego Bractwa Strzeleckiego w Ostrzeszowie.
Bez powodzenia kandydował na posła w 1991 i 1997. Był natomiast wybierany do Sejmu w 1993, 2001 i 2005. Od 2003 był obserwatorem w Parlamencie Europejskim, a od maja do lipca 2004 eurodeputowanym V kadencji. Bez powodzenia kandydował w wyborach europejskich w 2004. W wyborach parlamentarnych w 2007 po raz piąty uzyskał mandat poselski, otrzymując w okręgu kaliskim 15 640 głosów. Objął funkcję przewodniczącego Komisji do Spraw Unii Europejskiej.
W 2005 został prezesem PSL w województwie wielkopolskim, był też sekretarzem Naczelnego Komitetu Wykonawczego partii, a w 2022 powołano go na wiceprezesa NKW.
W wyborach do Parlamentu Europejskiego w 2009 został wybrany na eurodeputowanego z okręgu poznańskiego, zdobywając 28 546 głosów. W 2014 ponownie zdobył mandat posła do Parlamentu Europejskiego. W 2019 nie uzyskał reelekcji z listy Koalicji Europejskiej. W wyborach krajowych w tym samym roku został natomiast wybrany do Sejmu IX kadencji, otrzymując 21 214 głosów. W 2023 z powodzeniem ubiegał się o poselską reelekcję z ramienia koalicji Trzecia Droga (z wynikiem 29 391 głosów). W Sejmie X kadencji został przewodniczącym Komisji Obrony Narodowej.

## Wyniki w wyborach ogólnopolskich
| Wybory | Komitet wyborczy                   | Komitet wyborczy                             | Organ            | Okręg                            | Wynik           |
| ------ | ---------------------------------- | -------------------------------------------- | ---------------- | -------------------------------- | --------------- |
| 1989   |                                    | Zjednoczone Stronnictwo Ludowe               | Sejm X kadencji  | nr 31                            | 10 517 (17,08%) |
| 1989   | 17 170 (52,49%)                    | Zjednoczone Stronnictwo Ludowe               | Sejm X kadencji  | nr 31                            |                 |
| 1991   |                                    | Polskie Stronnictwo Ludowe Sojusz Programowy | Sejm I kadencji  | nr 15                            | 4509 (2,18%)    |
| 1993   |                                    | Polskie Stronnictwo Ludowe                   | Sejm II kadencji | nr 14                            | 9738 (3,57%)    |
| 1997   | Sejm III kadencji                  | Polskie Stronnictwo Ludowe                   | 4729 (1,95%)     | nr 14                            |                 |
| 2001   | Sejm IV kadencji                   | Polskie Stronnictwo Ludowe                   | nr 36            | 4420 (1,27%)                     |                 |
| 2004   | Parlament Europejski VI kadencji   | Polskie Stronnictwo Ludowe                   | nr 7             | 11 523 (2,17%)                   |                 |
| 2005   | Sejm V kadencji                    | Polskie Stronnictwo Ludowe                   | nr 36            | 7986 (2,83%)                     |                 |
| 2007   | Sejm VI kadencji                   | Polskie Stronnictwo Ludowe                   | nr 36            | 15 640 (4,05%)                   |                 |
| 2009   | Parlament Europejski VII kadencji  | Polskie Stronnictwo Ludowe                   | nr 7             | 28 546 (4,52%)                   |                 |
| 2014   | Parlament Europejski VIII kadencji | Polskie Stronnictwo Ludowe                   | nr 7             | 26 805 (4,58%)                   |                 |
| 2019   |                                    | Koalicja Europejska                          | nr 7             | Parlament Europejski IX kadencji | 51 221 (4,27%)  |
| 2019   |                                    | Polskie Stronnictwo Ludowe                   | Sejm IX kadencji | nr 36                            | 21 214 (4,62%)  |
| 2023   |                                    | Trzecia Droga                                | Sejm X kadencji  | nr 36                            | 29 391 (5,42%)  |

## Odznaczenia
Został odznaczony Krzyżem Kawalerskim Orderu Odrodzenia Polski (1999), Brązowym i Złotym Krzyżem Zasługi oraz Legią Honorową V klasy.